# Patrice de Mac Mahon
Marie Edme Patrice Maurice de Mac Mahon (Sully, Saona i Loira, 13 de juliol, 1808 - Montcresson, Loiret, 8 d'octubre 1893), comte de Mac Mahon, duc de Magenta, príncep de Solférino, fou mariscal de França i President de la República francesa del 24 de maig de 1873 al 30 de gener de 1879.
Era descendent d'una noble família irlandesa resident a Borgonya. El 1855 participà en la Guerra de Crimea, i fou decisiu en la victòria de la batalla de Malakoff durant el Setge de Sebastòpol. El 1859, en la Guerra Austrosarda, fou artífex de la victòria a la batalla de Magenta, que li reportà l'ennobliment per Napoleó III i el rang de mariscal. També fou governador d'Algèria (1864-1870) on havia servit del 1834 al 1854, i el 1856 fou nomenat senador.

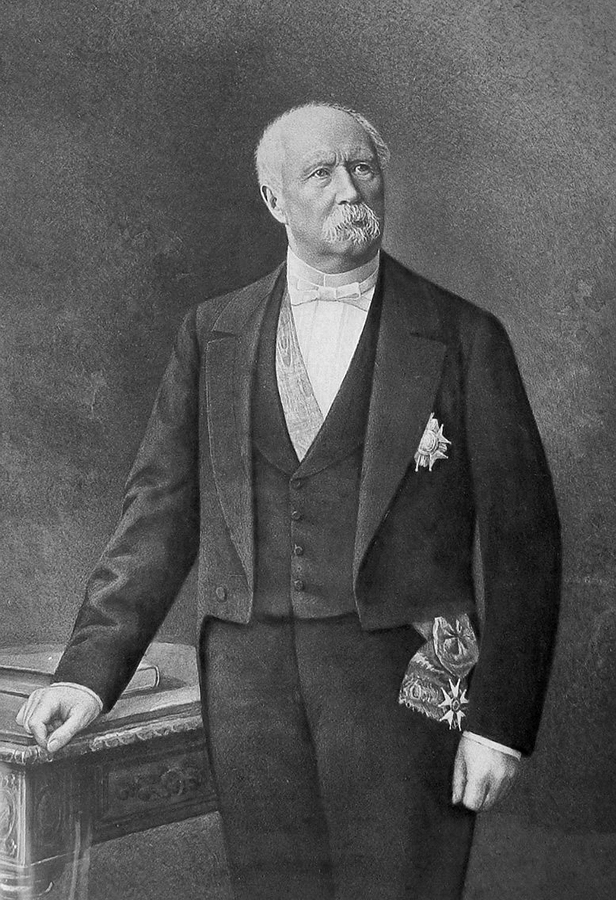
Patrice de Mac-Mahon

Quan esclatà la Guerra francoprussiana fou cridat immediatament al continent, però no pogué evitar la desfeta francesa a la batalla de Sedan, on fou fet presoner per les tropes de Helmuth von Moltke. El 1871 fou nomenat cap de l'exèrcit "versallès", encarregat de reprimir la Comuna de París.
A causa de la seva popularitat, quan Adolphe Thiers fou destituït com a president provisional de França el 1873, fou nomenat per a substituir-lo. Un cop en el poder, la seva primera intenció fou restaurar la monarquia, raó per la qual s'acordà que el mandat presidencial fos de set anys, però hagué de nomenar caps de govern republicans com Jules Armand Dufaure i Jules Simon el 1876, i finalment, el 1875 s'aprovaria la constitució per la que es consolidava la Tercera República Francesa.
Va tenir fortes picabaralles amb els polítics republicans, ja que era força conservador. El 1877 nomenà cap de govern al duc Albert de Broglie i convocà noves eleccions. Però la victòria de l'esquerra a les eleccions del senat del 1879 provocà la seva dimissió. Fou substituït per Jules Grévy i es retirà al seu castell de la Forêt a Montcresson (Loiret avui a la regió de Centre – Vall del Loira), on va morir.